# بیلی دینزدیل
بیلی دینزدیل (انگلیسی: Billy Dinsdale; ۱۲ ژوئیهٔ ۱۹۰۳ – ۲۱ فوریهٔ ۱۹۸۴) بازیکن فوتبال اهل بریتانیا بود.
از باشگاه‌هایی که در آن بازی کرده‌است می‌توان به باشگاه فوتبال برافورد پارک آونیو، باشگاه فوتبال یورک سیتی، باشگاه فوتبال دارلینگتون، باشگاه فوتبال استون ویلا، باشگاه فوتبال لینکولن سیتی، و باشگاه فوتبال کروک تاون اشاره کرد.